# سد واکامارو
سد واکامارو (به لاتین: Whakamaru Dam) یک نیروگاه برقابی و سد در نیوزیلند است که در وایکاتو واقع شده‌است.